# بلبل زرین اوبی
بلبل زرین اوبی (نام علمی: Hypsipetes lucasi) یک گونه از پرندگان گنجشک‌سان از تیرهٔ بلبلان (Pycnonotidae) است که در اوبی در اندونزی یافت می‌شود. زیستگاه طبیعی آن جنگل‌های جلگه‌ای نمناک نیمه‌گرمسیری یا گرمسیری است.